# Cyanophrys miserabilis
Cyanophrys miserabilis is een vlinder uit de familie van de Lycaenidae. De wetenschappelijke naam van de soort is voor het eerst geldig gepubliceerd in 1946 door Clench. De soort komt voor in Texas en Mexico.